# Детство, воспитание и лета юности Русских Императоров
Альбом большого формата «Детство, воспитание и лета юности Русских Императоров» издан незадолго до начала Первой мировой войны и был посвящён десятилетней годовщине рождения наследника российского престола цесаревича Алексея Николаевича.

## Описание
«Детство, воспитание и лета юности Русских Императоров» — шикарно иллюстрированный альбом, где крупный текст соседствует с многочисленными картинками. В этом издании изложены известные факты о воспитании русских императоров на протяжении двухсот лет, начиная с конца XVII века. Первый герой книги — Пётр I, о котором повествуется, что подьячий Зотов, учитель юного царя, «кроме письма и чтения того ничему не учил, но применял приём наглядного обучения». Пётр любил слушать в свободное время разные истории и рассматривать книжки с картинками, а также "потешные фряжские или немецкие листы. Книга также описывает обучение дочери Петра — Елизаветы, детство немецкой принцессы Софии-Фредерики, будущей императрицы Екатерины II. Она рассказывает нам о младенчестве и юности великого князя Павла Петровича. На её страницах мы можем прочитать о швейцарце Лагарпе, который воспитывал наследника российского престола Александра и про начальника первого кадетского корпуса генерала Ламсдорфе, военного, который старался сделать из Николая Павловича настоящего солдата. Также книга рассказывает нам об известном поэте В. А. Жуковского, обучающего цесаревича Александра Николаевича и о С. М. Соловьёве, который прививал любовь к истории Александру Александровичу. Заканчивается книга «одой» Александру III, который впервые произнес слова «Россия для русских».
Десятый день рождения великого князя Алексея Николаевича, в честь которого была выпущена книга, отмечался 30 июля 1914 года, через день, 1 августа началась война с Германией, которая привела через два с половиной года к краху русской монархии. Автор альбома, историограф династии Романовых И. Н. Божерянов застал гибель империи и расстрел царской семьи, которой он посвятил свою жизнь, сам он умер в 1919 году.

## Видео
- Видеообзор альбома на YouTube